# Гроденапль
Гродена́пль (фр. gros de Naples — «шёлк из Неаполя») — плотная гладкокрашеная шёлковая ткань.
«Гро» (фр. gros) в составных названиях тканей означал наличие в них шёлка. В XIX веке существовало много сортов шёлка, названия которых начинались с «гро»: гродафрик, гродетур, грогрон. Для прочности гроденапля брали основу и уток в несколько нитей. Изначально такой шёлк производился на юге Италии.
В России гроденапль обрёл особую популярность в первой трети XIX века, из него кроили отделку на дамские платья и зимние капоты для прогулок в экипажах и даже лёгкую изящную женскую обувь. В пьесе А. Н. Островского «Свои люди — сочтёмся» купеческая дочь Олимпиада Самсоновна хвастается своими многочисленными и дорогими нарядами, среди которых наряду с грогроновыми и гродафриковыми есть и гроденаплевые. Из плотного гроденапля, помимо одежды, производили также дамские шляпки и мужские цилиндры. У Достоевского в «Кроткой» и «Преступлении и наказании» упоминаются гробы, обитые белым гроденаплем.